# Бомбассеи, Вальтер
Ва́льтер Бомбассе́и де Бо́на (итал. Valter Bombassei De Bona; род. 27 мая 1965, Ауронцо-ди-Кадоре, Венеция) — итальянский кёрлингист.

## Карьера
В составе мужской сборной Италии участник чемпионата мира 1996 (заняли восьмое место) и семи чемпионатов Европы (лучший результат — четвёртое место в 1995 году). В составе смешанной сборной Италии участник двух чемпионатов Европы среди смешанных команд (серебряные призёры в 2006). В составе мужской сборной ветеранов Италии участник трёх чемпионатов мира. Трёхкратный чемпион Италии среди мужчин, двукратный чемпион Италии среди смешанных команд.
Играл в основном на позициях второго и третьего.

## Достижения
- Чемпионат Италии по кёрлингу среди мужчин: золото (3 раза), серебро (6 раз), бронза (4 раза).
- Чемпионат Европы по кёрлингу среди смешанных команд: серебро (2006).
- Чемпионат Италии по кёрлингу среди смешанных команд: золото (2 раза), бронза (2 раза).

## Команды
| Сезон                                          | Четвёртый               | Третий                  | Второй                | Первый               | Запасной                                    | Турниры             |
| ---------------------------------------------- | ----------------------- | ----------------------- | --------------------- | -------------------- | ------------------------------------------- | ------------------- |
| 1993—94                                        | Джанпаоло Дзандеджакомо | Вальтер Бомбассеи       | Давиде Дзандеджакомо  | Диего Бомбассеи      |                                             | ЧЕ 1993 (14 место)  |
| 1994—95                                        | Клаудио Пеша            | Джанпаоло Дзандеджакомо | Вальтер Бомбассеи     | Давиде Дзандеджакомо | Диего Бомбассеи тренер: Лино Мариани Майер  | ЧЕ 1994 (11 место)  |
| 1995—96                                        | Клаудио Пеша            | Джанпаоло Дзандеджакомо | Вальтер Бомбассеи     | Давиде Дзандеджакомо | Диего Бомбассеи тренер: Отто Даниели        | ЧЕ 1995 (4 место)   |
| 1995—96                                        | Клаудио Пеша            | Джанпаоло Дзандеджакомо | Вальтер Бомбассеи     | Диего Бомбассеи      | Давиде Дзандеджакомо                        | ЧМ 1996 (8 место)   |
| 1996—97                                        | Клаудио Пеша            | Вальтер Бомбассеи       | Давиде Дзандеджакомо  | Диего Бомбассеи      | Фабио Альвера тренер: Отто Даниели          | ЧЕ 1996 (10 место)  |
| 1998—99                                        | Клаудио Пеша            | Джанпаоло Дзандеджакомо | Вальтер Бомбассеи     | Марко Мариани        | Диего Бомбассеи тренер: Отто Даниели        | ЧЕ 1998 (15 место)  |
| 2002—03                                        | Джанпаоло Дзандеджакомо | Вальтер Бомбассеи       | Давиде Дзандеджакомо  | Диего Бомбассеи      | Антонио Менарди тренер: Родгер Густаф Шмидт | ЧЕ 2002 (11 место)  |
| 2004—05                                        | Стефано Ферронато       | Фабио Альвера           | Вальтер Бомбассеи     | Алессандро Дзиза     | Жоэль Реторна тренер: Родгер Густаф Шмидт   | ЧЕ 2004 (5 место)   |
| 2005—06                                        | Жоэль Реторна           | Фабио Альвера           | Вальтер Бомбассеи     | Алессандро Дзиза     |                                             |                     |
| 2008—09                                        | Альберто Альвера        | Вальтер Бомбассеи       | Давиде Дзандеджакомо  | Matteo Siorpaes      | Диего Бомбассеи                             | ЧИМ 2009            |
| 2016—17                                        | Вальтер Бомбассеи       | Marco Constantini       | Джанандреа Галлинатто | Mauro Ottino         | Stefano Benedetto                           | ЧМВ 2017 (18 место) |
| 2017—18                                        | Антонио Менарди         | Вальтер Бомбассеи       | Marco Constantini     | Роберто Лачеделли    |                                             | ЧМВ 2018 (15 место) |
| 2018—19                                        | Антонио Менарди         | Вальтер Бомбассеи       | Marco Constantini     | Massimo Tortia       |                                             | ЧМВ 2019 (15 место) |
| 2024—25                                        | Антонио Менарди         | Вальтер Бомбассеи       | Marco Constantini     | Adriano Regis        |                                             | ЧМВ 2025 (13 место) |
| Кёрлинг среди смешанных команд (mixed curling) |                         |                         |                       |                      |                                             |                     |
| 2006—07                                        | Вальтер Бомбассеи       | Кьяра Оливьери          | Давиде Дзандеджакомо  | Sara Zandegiacomo    | Marco Constantini, Элеттра Де Коль          | ЧЕСК 2006           |
| 2011—12                                        | Вальтер Бомбассеи       | Кьяра Оливьери          | Marco Constantini     | Giorgia Casagrande   | Massimo Antonelli, Мария Гаспари            | ЧЕСК 2011 (6 место) |

(скипы выделены полужирным шрифтом)

## Частная жизнь
Его двоюродный брат Диего Бомбассеи — также кёрлингист, они несколько лет в одной команде играли на национальных чемпионатах, чемпионатах Европы и мира.